# Hypsacantha crucimaculata
Hypsacantha crucimaculata är en spindelart som först beskrevs av Dahl 1914.  Hypsacantha crucimaculata ingår i släktet Hypsacantha och familjen hjulspindlar. Inga underarter finns listade i Catalogue of Life.